# Perilitus brevicollis
Perilitus brevicollis är en stekelart som beskrevs av Alexander Henry Haliday 1835. Perilitus brevicollis ingår i släktet Perilitus och familjen bracksteklar. Inga underarter finns listade i Catalogue of Life.